# Coleophora simulatella
Coleophora simulatella é uma espécie de mariposa do gênero Coleophora pertencente à família Coleophoridae.